# 나가사키현 제2구
나가사키현 제2구(長崎県 第2区)는 일본의 중의원 선거구이다. 1994년 공직선거법으로 신설되었다.

## 지역
- 나가사키시 일부
- 시마바라시
- 이사하야시
- 운젠시
- 니시소노기군